# Dysdera crocata
Nhện mọt ẩm (Dysdera crocata) là một loài nhện trong họ Dysderidae. Loài này thuộc chi Dysdera. Dysdera aciculata được C. L. Koch miêu tả năm 1838. Chúng chuyên ăn mọt ẩm. 

## Mô tả
Con cái dài 11–15 mm trong khi con đực dài 9–10 mm. Chúng có phần đầu ngực tối màu đỏ và chân, và bụng màu nâu vàng bóng (đôi khi rất sáng bóng). Đáng chú ý, chúng có chân có kìm quá lớn. Dysdera crocata khó phân biệt với loài ít phổ biến hơn Dysdera erythrina dù loài này thường không sinh sống gần con người.
D. crocata, có nguồn gốc ở châu Âu, bây giờ có một phân bố khắp thế giới. Chúng thường được tìm thấy dưới các khúc gỗ ở những nơi ấm áp, thường gần mọt ẩm. Chúng đã được tìm thấy trong nhà. Ban ngày chúng ở trong một túi tơ và săn vào ban đêm mà không cần sử dụng một mạng nhện. Chế độ ăn uống của họ bao gồm chỉ mọt ẩm, mặc dù có bộ xương ngoài cứng, bị xuyên thủng một cách dễ dàng bằng chân có kìm lớn của chúng.
Lúc tán tỉnh bạn tình chúng di chuyển một cách hung hăng và bạn tình có nguy cơ chấn thương từ chân kìm lớn của nhau. Con cái đẻ trứng trong một túi tơ và được cho là chăm sóc con của nó sau khi nở như loài nhện Theridion sisyphium.
Có trường hợp loài nhện này cắn con người nếu bị bắt. Vết cắn có thể đau nhưng không gây vấn đề nghiêm trọng cho sức khỏe, vết cắn có thể gây ngứa cục bộ. 

## Hình ảnh

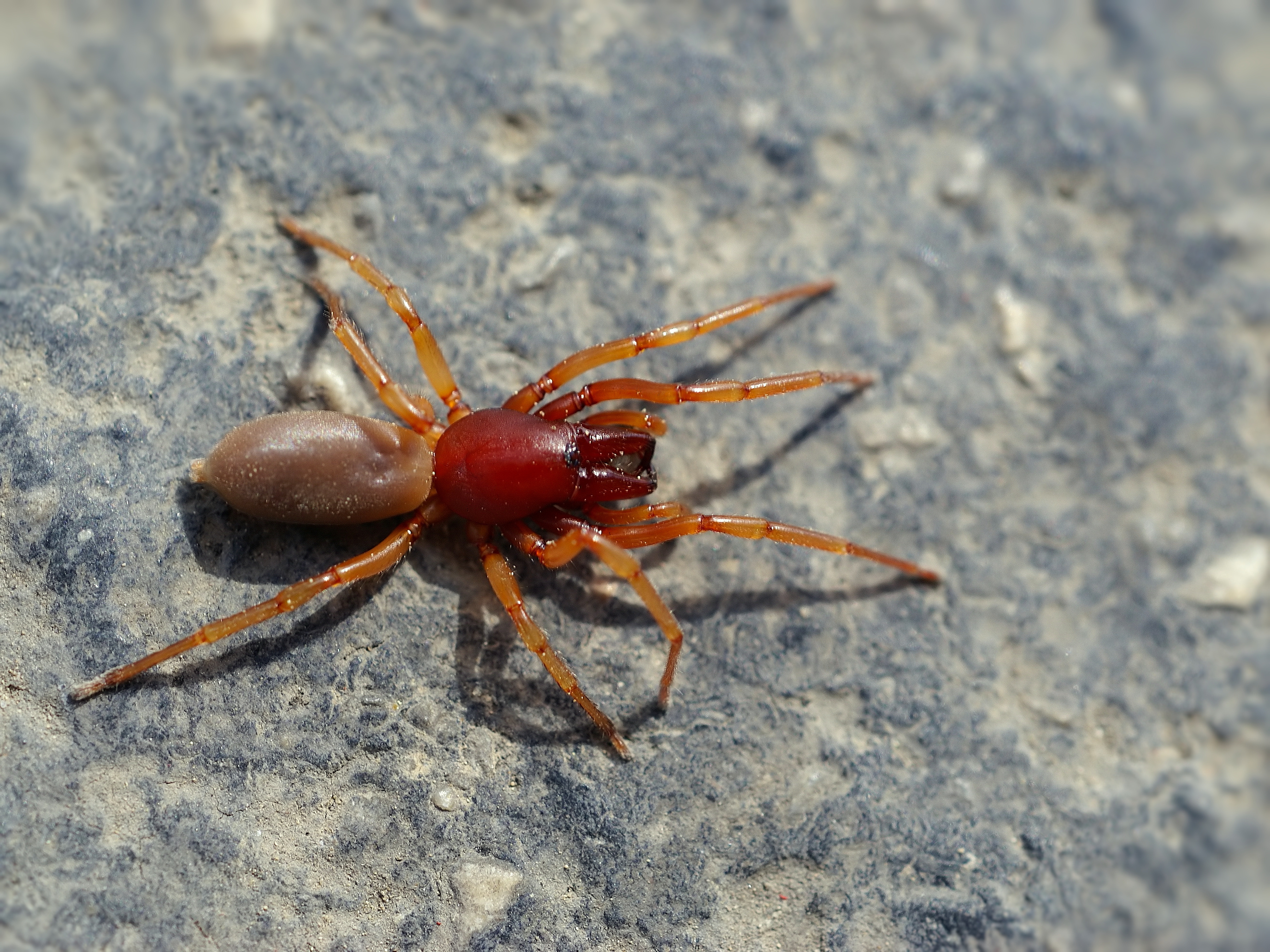
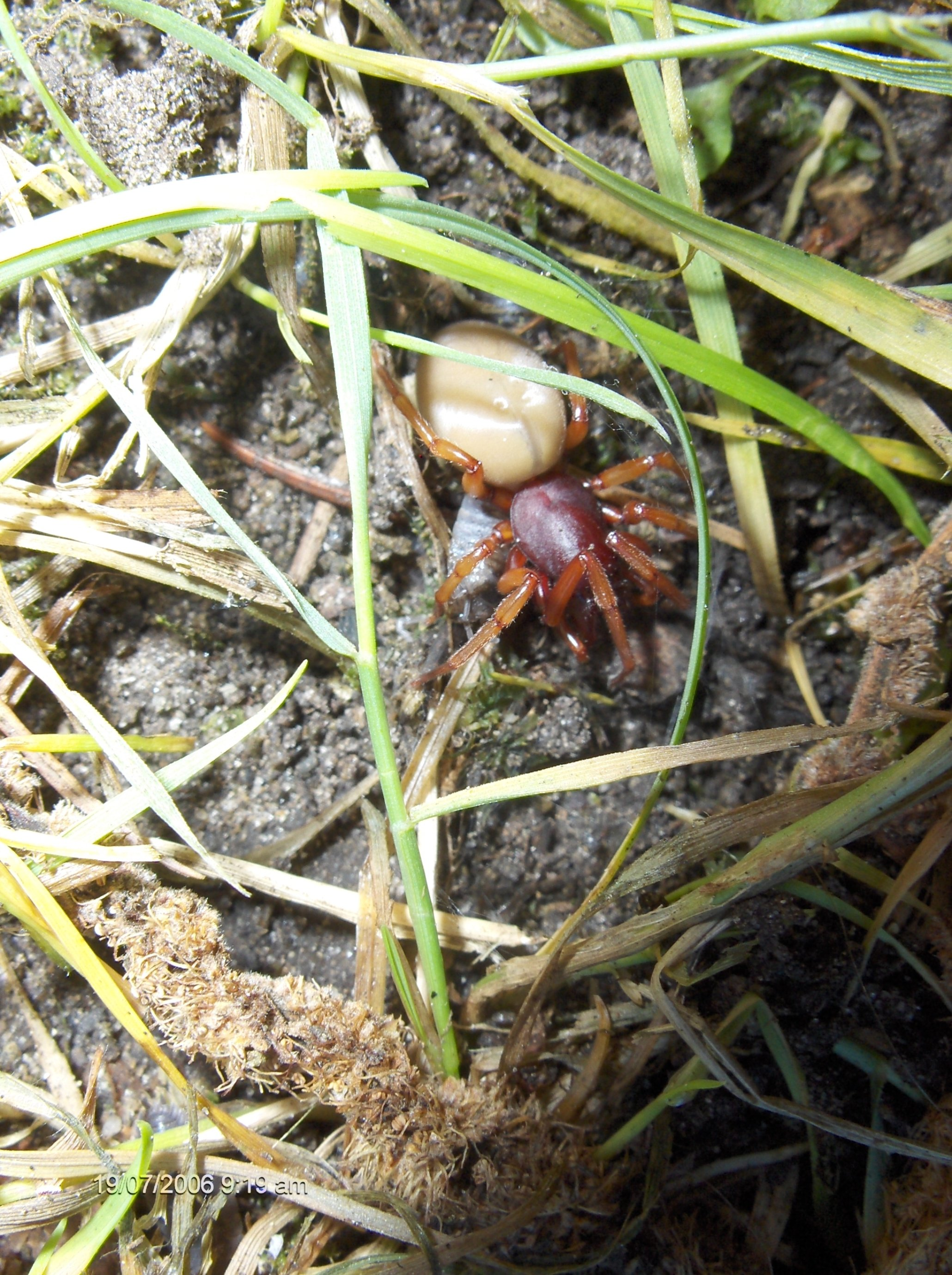
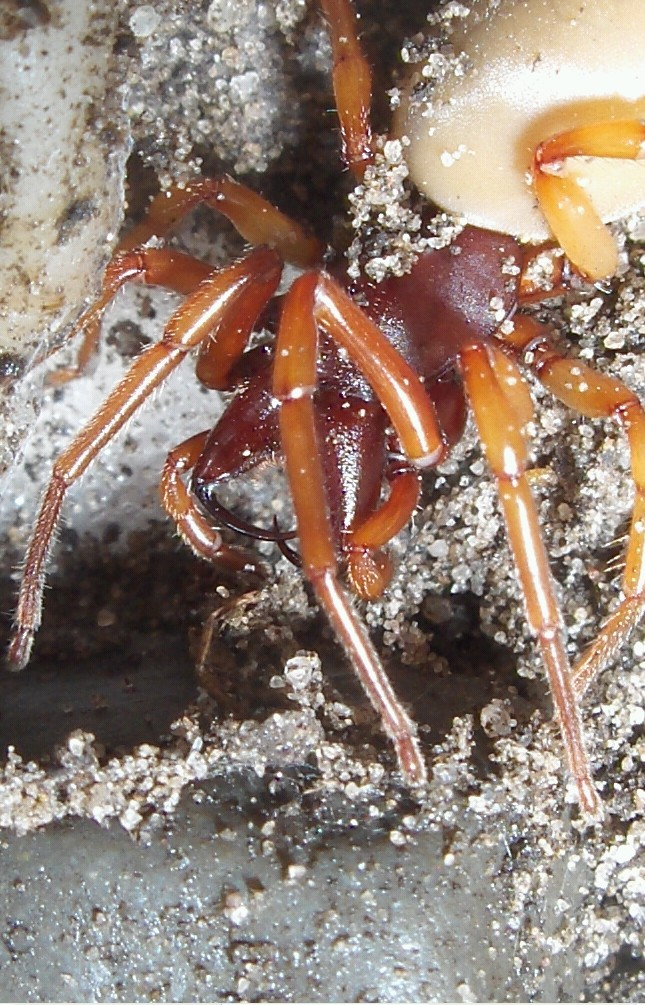